# 阿根廷—葡萄牙關係
阿根廷-葡萄牙关系是阿根廷和葡萄牙之间的外交关系。两国于1812年5月26日建交。1821年，葡萄牙承认阿根廷独立。阿根廷在里斯本设有大使馆。葡萄牙在布宜诺斯艾利斯设有大使馆，在里瓦达维亚海军准将城、门多萨和罗萨里奥设有名誉领事馆。
这两个国家都是伊比利亚-美洲国家组织的正式成员。